# Estadio Elías Figueroa Brander
Das Estadio Elías Figueroa Brander, auch Estadio Playa Ancha genannt, ist ein Fußballstadion mit Leichtathletikanlage in der chilenischen Stadt Valparaíso. Der heimische Fußballverein Club de Deportes Santiago Wanderers trägt hier seine Heimspiele aus.

## Geschichte
Die Sportstätte wurde im Jahr 1931 eröffnet, 2012 bis 2014 renoviert und fasst heute 20.575 Zuschauer. Mit der Renovierung wurde das Stadion den Anforderungen der FIFA im Hinblick auf die Copa América 2015 angepasst. Die alte Fassade blieb in ihrer alten Struktur erhalten. Die alten Tribünen wurden komplett ersetzt. Das Spielfeld aus Naturrasen in der Normgröße 105 × 68 Meter erhielt eine Drainage- und Bewässerungssystem. Die auf vier Masten verteilte Flutlichtanlage wurde aufgerüstet und erlaubt nun Fernsehübertragungen in HD-Qualität. Die Anlage trägt seit 2012 den Namen des ehemaligen Fußballspielers Elías Figueroa, der in Valparaíso geboren wurde.
1987 war das Stadion Austragungsort von sechs Vorrunden- und einem Viertelfinalspiel der Junioren-Fußballweltmeisterschaft. Während der Copa América 1991 wurden hier zwei Vorrundenspielen ausgetragen.

## Galerie

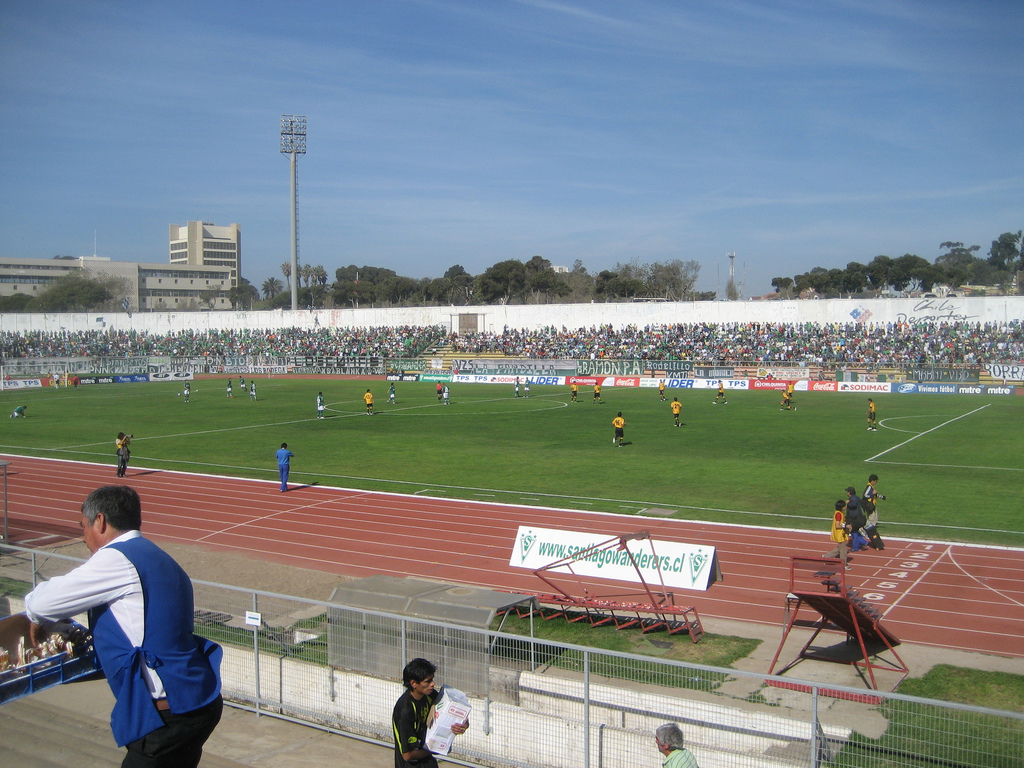
Spiel der Santiago Wanderers gegen Coquimbo Unido vor dem Umbau im März 2009
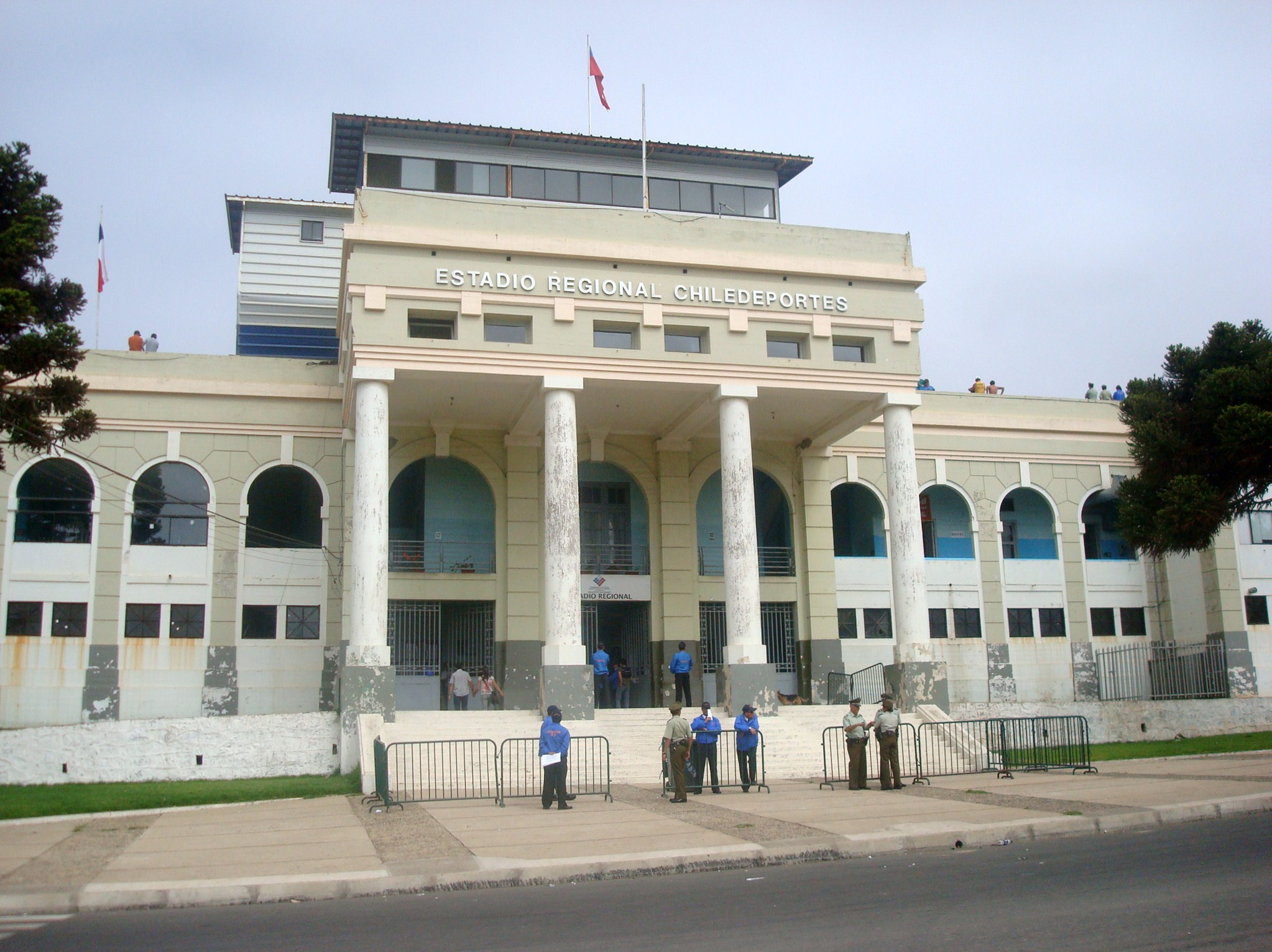
Der Eingang des Stadions im Jahr 2011 unter dem alten Namen Estadio Regional Chiledeportes
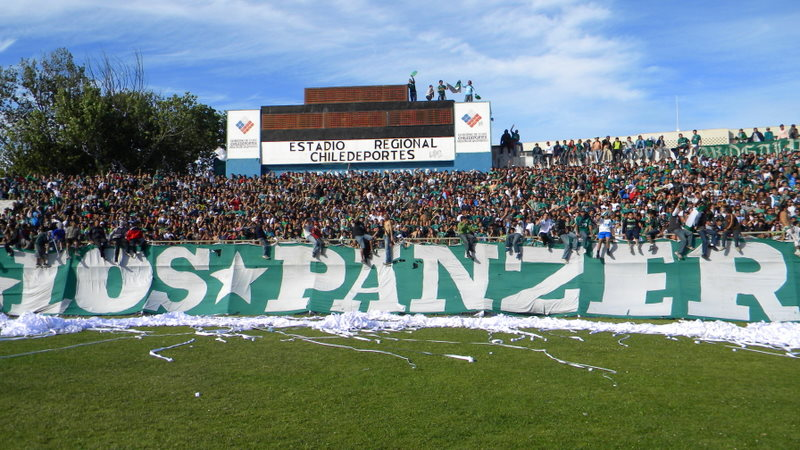
Die Fans der Santiago Wanderers, genannt Los Panzers